# 울산시 중구
울산시 중구는 대한민국의 옛 국회의원 선거구이다. 당시 경상남도 울산시 중구 전 지역을 관할했다.

## 역사
1985년 7월, 울산시에 구제가 실시되면서 중구가 처음 설치되었다. 이에 대한민국 제13대 국회의원 선거를 앞두고 울산시·울주군 선거구에서 중구 지역을 관할하는 선거구로 분리되어 신설되었다.
1997년 7월 15일을 기해 경상남도 울산시가 울산광역시로 승격되었다. 이 과정에서 송정동·효문동·양정동·진장동이 신설되는 북구에 편입되었다. 이에 제16대 국회의원 선거를 앞두고 북구로 편입된 지역은 신설되는 북구 선거구로 편입되었으며 나머지 중구 지역은 중구 선거구로 개편되었다.

## 역대 국회의원
| 선거   | 정당 | 정당       | 의원   |
| ------ | ---- | ---------- | ------ |
| 1988년 |      | 민주정의당 | 김태호 |
| 1992년 |      | 통일국민당 | 차화준 |
| 1996년 |      | 신한국당   | 김태호 |

## 역대 선거 결과

### 대한민국 제13대 국회의원 선거
|  | 49.75% |

|  | 39.25% |

|  | 10.98% |

### 대한민국 제14대 국회의원 선거
|  | 39.29% |

|  | 39.28% |

|  | 15.42% |

|  | 3.71% |

|  | 2.27% |

### 대한민국 제15대 국회의원 선거
|  | 38.25% |

|  | 35.73% |

|  | 16.32% |

|  | 4.85% |

|  | 3.45% |

|  | 1.36% |